# Marc Fiorini
Maurizio Marco Fiorini, detto Marc (15 marzo 1941), è un attore italiano naturalizzato canadese.

## Biografia
Nato in Italia nel 1941, dopo la seconda guerra mondiale si trasferisce ancora bambino con la madre in Canada, dove vive dapprima in Québec. Studia recitazione alla National Theatre School of Canada e debutta a teatro in Canada e a Londra. Torna poi nel suo paese di nascita per lavorare nel cinema italiano. Per vari anni lavora in Italia dove interpreta parti di contorno o di cattivo, usando anche vari pseudonimi fra cui Ludovico Svengali, Mark Farran o Ashborn Hamilton Jr. Nel 1969 interpreta la parte del cattivo principale nello spaghetti western La taglia è tua... l'uomo l'ammazzo io!.
Ritorna poi nel Nord America dove prosegue la carriera ma continua a lavorare regolarmente in Italia al cinema e in televisione. Nel 2009 interpreta la parte del cardinale Baggia nel film Angeli e demoni di Ron Howard. Nel 2019 interpreta la parte di Robert Baden-Powell nel film Aquile randagie.

## Vita privata
È stato sposato con l'attrice americana Lisa Seagram.

## Filmografia parziale

### Cinema
- Roma come Chicago, regia di Alberto De Martino (1968)
- Eva la Venere selvaggia, regia di Roberto Mauri (1968)
- Una su 13, regia di Nicolas Gessner e Luciano Lucignani (1969)
- La taglia è tua... l'uomo l'ammazzo io!, regia di Edoardo Mulargia (1969)
- I cannoni tuonano ancora, regia di Sergio Colasanti e Joseph Lerner (1974)
- La studentessa, regia di Fabio Piccioni (1976)
- Tentacoli, regia di Ovidio G. Assonitis (1977)
- Guerriero americano 5 (American Ninja V), regia di Bobby Jean Leonard (1993)
- Cappuccetto Rosso, regia di Giacomo Cimini (2003)
- Gli indesiderabili, regia di Pasquale Scimeca (2005)
- Fuoco su di me, regia di Lamberto Lambertini (2006)
- In ascolto, regia di Giacomo Martelli (2006)
- Seta (Silk), regia di François Girard (2007)
- Angeli e demoni (Angels & Demons), regia di Ron Howard (2009)
- The Broken Key, regia di Louis Nero (2017)
- Aquile randagie, regia di Gianni Aureli (2019)
- Credo in un solo padre, regia di Luca Guardabascio (2019)
- Creators: The Past, regia di Piergiuseppe Zaia (2020)

### Televisione
- I rangers della foresta (The Forest Rangers) – serie TV, episodio 2x17 (1964)
- Un lupo mannaro americano a scuola (Big Wolf on Campus) – serie TV, 2 episodi (2000)
- Tommaso, regia di Raffaele Mertes – film TV (2001)
- La guerra è finita – miniserie TV, 2 puntate (2002)
- Ferrari – miniserie TV, 2 puntate (2003)
- Giovanni Paolo II – miniserie TV, 2 puntate (2005)
- Capri – serie TV, 13 episodi (2008)
- The Generi – serie TV, 1 episodio (2018)

## Doppiatori italiani
- Luciano Melani in La taglia è tua... l'uomo l'ammazzo io!
- Michele Gammino in The Broken Key
- Giancarlo Giannini in Creators: The Past